# A Tin-Type Romance
A Tin-Type Romance er en amerikansk stumfilm fra 1910 af Laurence Trimble.

## Medvirkende
- Leo Delaney - Phil
- Florence Turner - Beth